# Diapterobates arnoldii
Diapterobates arnoldii är en kvalsterart som beskrevs av Krivolutsky 1966. Diapterobates arnoldii ingår i släktet Diapterobates och familjen Humerobatidae. Inga underarter finns listade i Catalogue of Life.